# Juan de Herrera

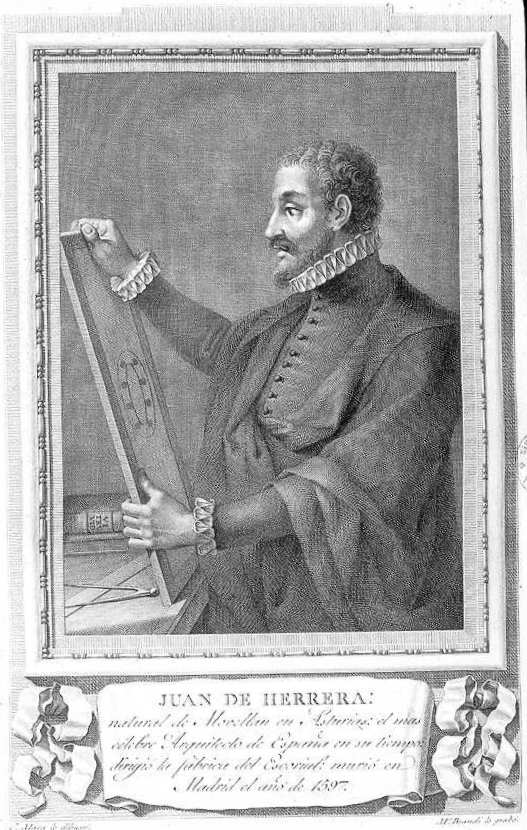
Juan de Herrera, spansk arkitekt 1500-talet

Juan de Herrera föddes i den kantabriska kommunen Valdáliga, Spanien, år 1530, och dog i Madrid 1597. Herrera var en betydande arkitekt, matematiker och geometriker.
Juan de Herrera är en av de spanska arkitekter som utmärker sig mest under 1500-talet och den främste företrädaren för den Spanska renässansen. Hans måttfulla och även stränga arkitektoniska stil och utsmyckning, kallad Herreriano till hans ära, var representativ för det spanska imperiet under Filip II av Spanien och hans efterträdare i huset Austoria. Hans mest betydande arkitektoniska verk var klostret El Escorial, i Madrid.
Som renässansmänniska, intresserade han sig för alla kunskapsinriktningar och visade alltid äventyrslystnad och en stor förkärlek för nyheter. Hans Discurso sobre la figura cúbica (Diskurs över den kubiska formen) avslöjar hans anmärkningsvärda kunskaper i geometrí och matematik, och hans deltagande i några av Karl I:s militära kampanjer i Tyskland, Flandern och Italien visar hans nyfikenhet.

## Biografi

### Levnad
Juan de Herrera föddes i stadsdelen Movellán, Roiz, i den kantabriska kommunen Valdáliga år 1530, och dog i Madrid den 15 januari 1597. Hans familj var en adelsfamilj vilket gjorde det möjligt för honom att få en grundlig utbildning på olika kunskapsområden och även vapenutbildning.
Han studerade i Universidad de Valladolid och när han hade slutfört studierna 1548 skrev han in sig i den dåvarande prins Filips följe, son till kejsaren Karl I, och deltog i olika militära kampanjer i Italien, Tyskland och Flandern. När kungen drar sig tillbaka till Yuste, följer han med honom dit.

### Karriär
Herrera börjar sin karriär som arkitekt 1561 med Kungliga slottet i Aranjuez.
1563 börjar han samarbeta med Juan Bautista de Toledo i konstruktionen av Monasterio de San Lorenzo de El Escorial. Ett år tidigare hade han ritat figurerna i Libro del saber de astronomía ("Boken om astronomiska kunskaper"). När Bautista de Toledo dör 1567 efterträder han denne i ledningen av byggandet. Herrera modifierar ritningarna, gör kyrkan större och ändrar ornamentiken i kyrkans inre och utseendet på fasaden, och skapar på så sätt en speciell byggnad som drar uppmärksamheten till sig för sin måttfullhet. Han ändrar också på konstruktionstekniken och modifierar taken. Utformningen baseras på det horisontella, enhetlig komposition och en återhållsam dekoration.

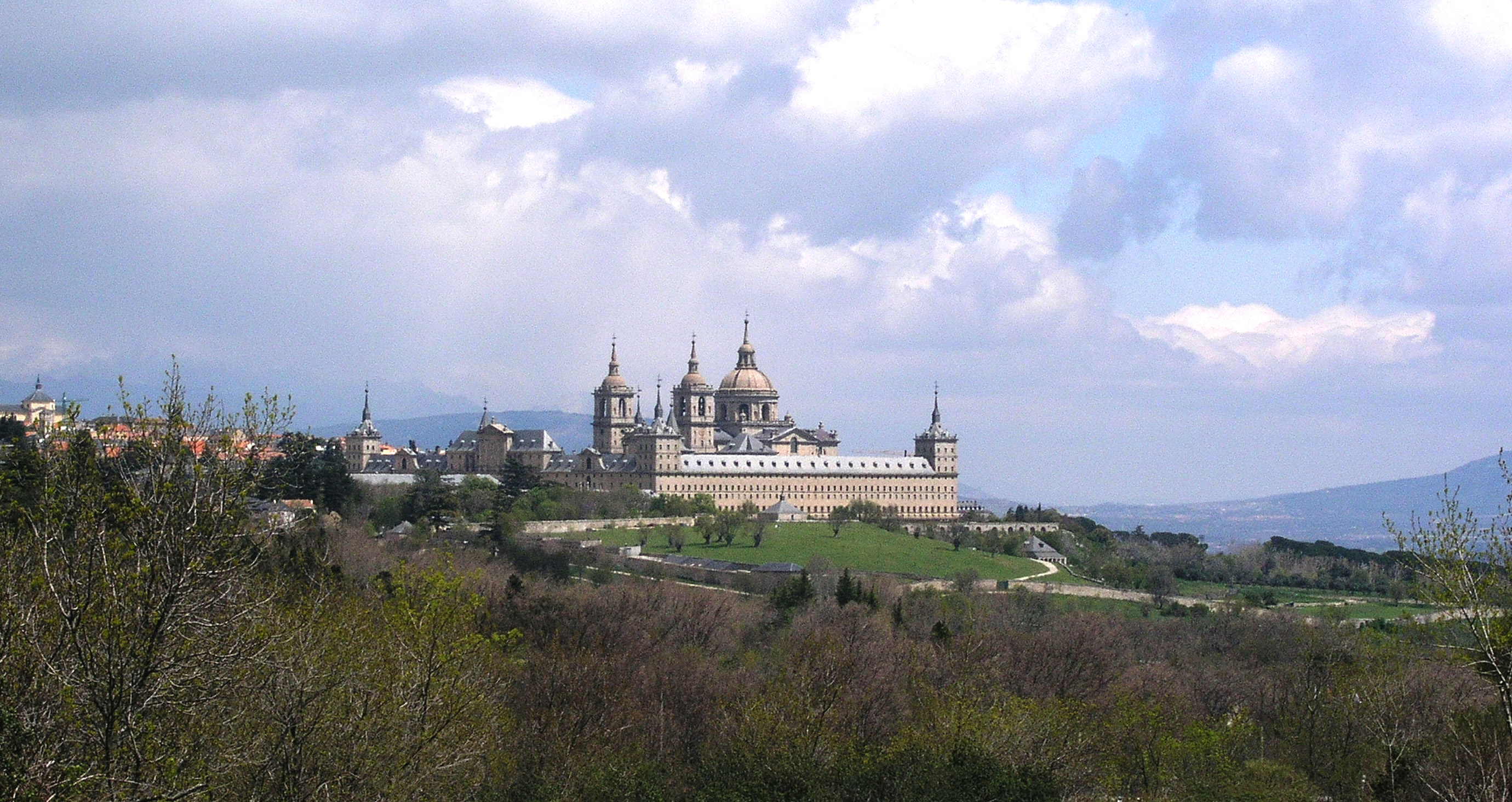
Monasterio de San Lorenzo de El Escorial.
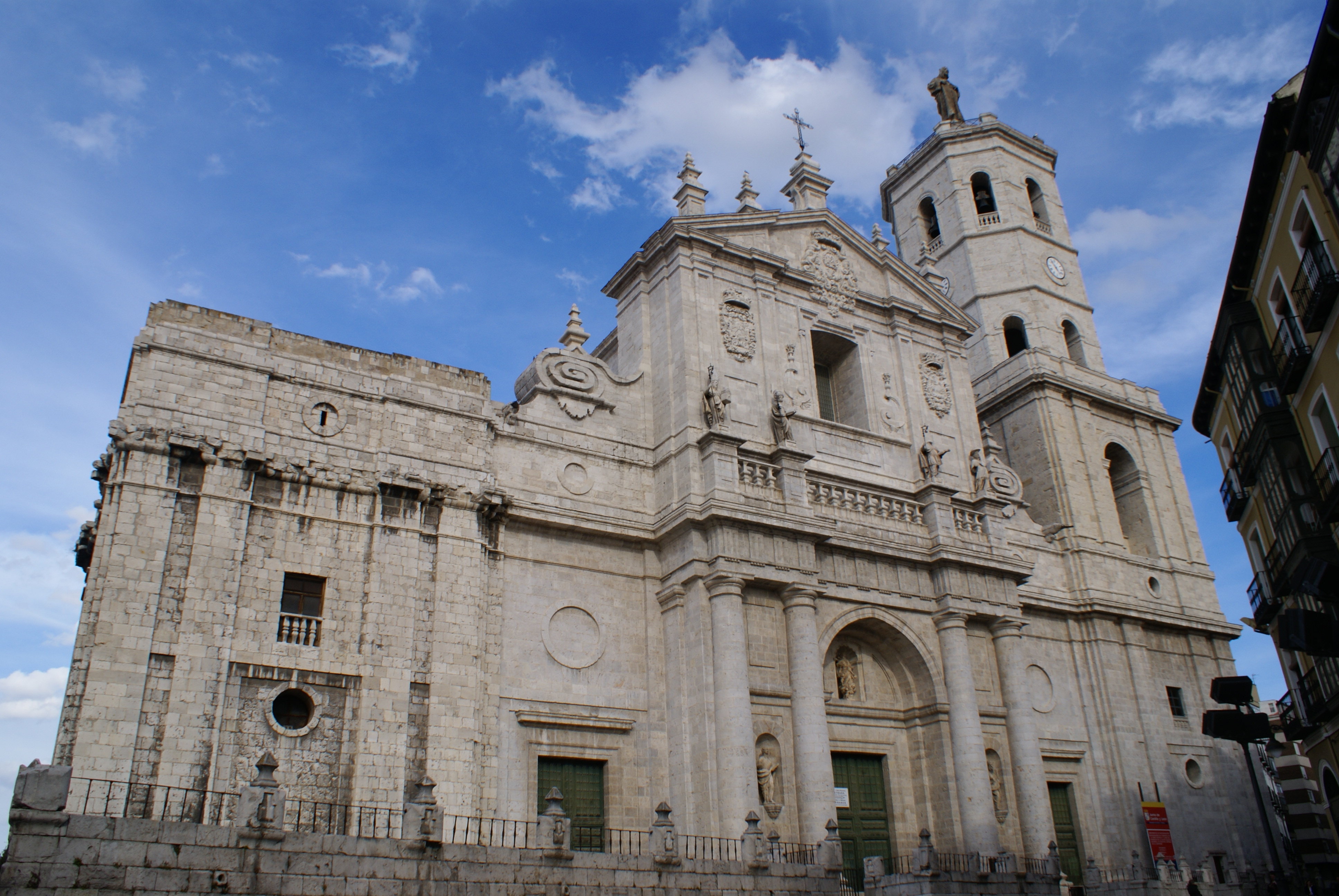
Katedralen i Valladolid.
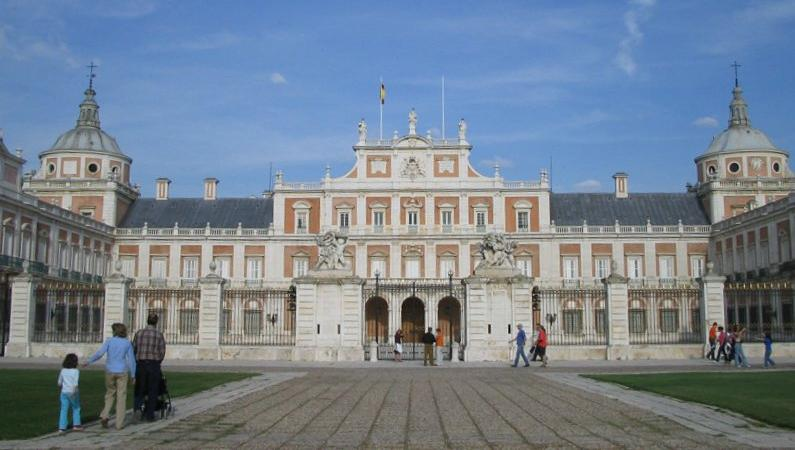
Palacio Real i Aranjuez.

Samtidigt som han leder arbetena i El Escorial utför han några mer blygsamma projekt som fasaden till Alcázar de Toledo mellan åren 1571 och 1585 och börjar på konstruktionen av Börsen i Sevilla 1583. El Escorial slutförs 1584.
1579 utsågs han av Filip II till Inspektör för kronans monument vilket gjorde att hans stil expanderade över hela spanska territoriet samtidigt som han ritade nya stora projekt bland vilka märks Katedralen i Valladolid, ett verk av stort omfång för vilket arkitekten skapade en struktur av stor komplexitet, som förblev oavslutad, men tjänade som exempel för Mexiko och Lima och som påbörjades 1589.
1582 grundas på Herreras initiativ la Academia de Matemáticas de Madrid, en föregångare till Spanska vetenskapsakademien, under beskydd av Filip II.
1594 gjorde en allvarlig sjukdom att han inte kunde fortsätta arbeta aktivt varför han såg sig tvungen att dra sig tillbaka. Några år senare dog han, den 15 januari 1597, i Madrid.

## Verk
- Palacio Real de Aranjuez (1561).
- Monasterio de El Escorial (1563).
- Södra fasaden till Alcázar de Toledo (1571 – 1585)
- Utformningen av börsen i Sevilla, för närvarande säte för Archivo General de Indias (1583)
- Casa Consistorial i Toledo
- Katedralen i Valladolid (1589).
- Segoviabron i Madrid

## Influenser
Förutom arkitekt var han en framgångsrik uppfinnare och en känd geometriker. Han hade avgörande inflytande på den spanska renässansen genom att ändra den då dominerande plateresco. De rigida matematiska proportionerna och kapitälen av pizarra tillsammans med de dekorativa geometriska elementen (sfärer och pyramider) bildar den nya stilen renässans i Filip II av Spaniens rike.
Herrera löser upp den dekorativa ornamentiken och får som resultat en kulmination av de arkitektoniska volymer som är typiska för klassicismen. Herreras inflytande sträckte sig över nästan ett sekel och han fick betydande efterföljande såsom Francisco de Mora, Juan Gómez de Mora och Juan Gómez de Trasmonte.